# John Thomas (Gitarrist)
John D. Thomas (* 25. Februar 1954 in Chicago; † 12. Oktober 2023 in Frankreich) war ein amerikanischer Fusion- und Jazzmusiker (Gitarre, Komposition).

## Leben und Wirken
Thomas wurde im Alter von 19 Jahren sowohl von Jimmy McGriff als auch von Joe Henderson als Sideman für Aufnahmen und Konzerte angeworben. In den folgenden Jahren arbeitete er mit der AACM Big Band, Stanton Davis, Carter Jefferson, Andrew Cyrille, Kenny Drew, John Lewis, Harold Ousley und Chet Baker. Nach seinem Umzug nach Deutschland 1977 kooperierte er mit Theo Jörgensmann und gründete eigene Gruppen wie Lifeforce, mit denen er europaweit auftrat und mehrere Alben bei Nabel veröffentlichte. 1978 wurde er Mitglied des Quartetts von Art Taylor, dem er bis 1984 angehörte. In den nächsten Jahren tourte er zudem durch den Nahen Osten, Afrika und den Fernen Osten; er arbeitete ausgiebig mit Charles Tolliver (1980–90), Joe Henderson, Dizzy Gillespie, Malachi Thompson, Sonny Stitt, Tony Scott und Mike Zwerin.
1986 tourte er mit seiner Gruppe Extremely Serious Business, zu der Markus Becker und Sal La Rocca gehörten, im Auftrag des US-Außenministeriums durch Afrika. Seit seiner Rückkehr in die Vereinigten Staaten 1991 trat er mit seinem eigenen Quartett, Trio und einer aktualisierten Ausgabe von Extremely Serious Business auf, die seine eigenen Kompositionen aufführte. Zu dieser Zeit begann er auch eine zweijährige Zusammenarbeit mit dem Organisten Charles Earland. 1994 zog er nach Boston, wo er regelmäßig mit verschiedenen Formationen auftrat, darunter Kenwood Dennards Real Ding. Er ist auch auf Alben mit Steve Houben und mit den Bläck Fööss zu hören.
Thomas lehrte seit 1994 als Hochschullehrer am Berklee College of Music und verfasste das Lehrbuch Voice Leading for Guitar: Moving through the Changes. Nach seiner Pensionierung zog er nach Hudson (New York), verbrachte aber seine letzten Jahre in Cluses in den französischen Alpen. Er starb an den Folgen einer Krebserkrankung.